# Elisabeth Thommen
Pour les articles homonymes, voir Thommen (homonymie).
Elisabeth Thommen née le 10 avril 1888 à Waldenburg (Bâle-Campagne) et morte le 24 juin 1960 à Zurich, est une journaliste et rédactrice féministe suisse. Elle est connue pour ses contributions à la revue hebdomadaire Schweizer Frauenblatt et au journal de la SAFFA.

## Biographie
Elle est la fille de Hermann Thommen, propriétaire de la fabrique de montres Thommen, et d'Anna Tanner. Elle épouse un juriste, Albert Wirth, puis en 1921 le dramaturge et journaliste Jakob Bührer.
Elle est d'abord rédactrice du Schweizer Frauenblatt, en 1919 et est licenciée en 1921 à cause de ses positions féministes et antimilitaristes jugées trop radicales,.
Elle publie en 1933 un récit de voyage en URSS, Blitzfahrt durch Sowjetrussland (« Voyage éclair à travers l'Union soviétique »), ainsi qu'un essai sur la condition des femmes en 1931 : Sie sucht und strebt und irrt… (« Elle cherche et s'échine et se trompe… »).